# Gorgias (Platón)
Gorgias (řecky Γοργίας) je jeden z Platónových dialogů. Zabývá se rozdílem mezi uměním (skutečné dobro) a zběhlostí (zdánlivé dobro, lest), a tím i problémem spravedlnosti. „Veškeré vědění oddělené od spravedlnosti není moudrost, ale lest.“

## Obsah
Hlavním problémem v textu jsou rozdílné názory Sókrata a Gorgia (později i Póla a Kallikla) o pojetí umění. Veškeré vysvětlování se odehrává na příkladě rétoriky. Gorgias ji pokládá za umění. Zpočátku tvrdí, že je jejím předmětem spravedlivé. Sókratés později dokáže na nesčetných příkladech, že tomu tak není a proč.
Čím se liší vědění od víry? Pouze vědění je to pravdivé; víra může být pravdivá i nepravdivá. K tomuto faktu dochází Sókratés na příkladě rétoriky. Rétorika je schopnost přemlouvat soudce na soudě, vládnout nad ostatními přemlouváním atd. Rétorika způsobuje pouze víru, neboť je výrobkyní věřivého přesvědčování, ne naučného, k čemu je potřeba moudrost, jak je tomu např. u soudnictví. Předmětem rétoriky je tedy spravedlivé i nespravedlivé. Jako důkaz uvádí výrok Gorgia, že jeho žáci mohou rétoriky využít i nespravedlivě, a že v takovém případě nesmíme trestat jeho učitele. Gorgias tímto přiznává i nespravedlivé užívání rétoriky. Rétorika tedy není uměním o spravedlivém, nýbrž lstí a zběhlostí. Za takovou lest lze pokládat i kuchařství, neboť se pouze tváří, že umí to samé, co lékařství, pouze však úlisně lahodí – je jejím padělkem. Stejně je rétorika padělkem soudnictví, zlou a ošklivou věcí, která lstí přesvědčuje, že zná spravedlivé, přitom vytváří jen zdánlivou pravdu. Skutečnou pravdu pozná pouze soudnictví, skutečné dobro pro tělo člověka jen lékařství, a ne kuchařství. Pouze umění je to pravé dobro, neboť žádá rozumu. Zběhlost (rétorika, kuchařství,..) probíhá bez rozumového výkladu a klame. Je tedy lstí. Když lidem chybí moudrost a rozum, vybírají si to příjemnější, jako např. kuchařství.
Největším zlem je nespravedlivě jednat. I Gorgias postupně se Sókratem souhlasí, že ten, který zabil nespravedlivě, je ubohý a právě jeho musíme litovat nejvíce. Pokud se ale věci činí spravedlivě, např. zabíjet a vyhánět, je to dobré.
Pouze rozumný a spravedlivý člověk je šťastný. Tento výrok nám potvrzuje tím, že dokáže, že trest dokáže napravit nespravedlivou, nemocnou duši a že člověk se po spravedlivém trestu, při kterém trpí dobrem, stává šťastnějším, než ten, který se trestu vyhýbá. Dokáže tím, že vše spravedlivé je krásné, dobré a užitečné a že nejošklivější věcí je nespravedlnost. Právě rétorika, ta zběhlost, která není uměním, lze použít pouze jako lest proti nepřátelům, jen k tomu, abychom jim uškodili. To potvrzuje i fakt, že zde není třeba znát rozdíl mezi spravedlivým a nespravedlivým, dobrem a zlem, krásnem a ošklivostí. Lékařství a soudnictví jsou uměními, neboť mohou vše vědecky odůvodnit. Naopak kuchařství náleží slasti, nic neprozkoumává, ani příčiny. Opatřuje pouze příjemné pocity, vše ostatní jí je lhostejné (lest). Pouze umění, jako lékařství a soudnictví, se starají o největší dobro, jsou uměními o pravém spravedlivém dobru a mravním krásnu.
Text tedy vede k výsledku, že vědění žádá nejen rozumu a moudrosti, ale hlavním prvkem je znalost spravedlivého. Jejím cílem je dobro pro člověka, a pokud došlo k onemocnění duše (tělu) nespravedlivým, tak napomáhá jejímu uzdravování. Jejím opakem je víra, která pojednává o spravedlivém i nespravedlivém a nejedná se jí o skutečné dobro člověka, jejím cílem je jen zdánlivé dobro.
Sókratés v dialogu postupuje pomalu a na základě nesčetných příkladů, který každý zvlášť musejí Gorgias, či později i Pólos, potvrdit, napravuje Sókratés jejich špatné a mylné názory. Tím je vlastně osvobozuje od největšího zla, čímž je nepravdivé mínění.
Občas Platón používá i metod, které nejsou zcela korektní, např. když Gorgias je donucen se studem přiznat, že nenaučí spravedlivému. Později je mu i Kalliklem vytčeno, že jednou posuzuje problém z hlediska přírody (fysis), podruhé z hlediska zákona (nomos), čímž své protějšky mate. Dle zákona je totiž ošklivější bezpráví činit, dle přírody je ošklivější jej snášet. Právě v tom lze vidět meze textu. Je složitější rozlišit, kdy jedná dle zákona a kdy dle přírody a čeho je zastáncem.

## Dramatické postavy
- Chairefón
- Gorgias
- Kalliklés
- Pólos
- Sókratés

## Použité prameny a literatura
Platón, Gorgias, přel. František Novotný, Oikoymenh, Praha 2021